# Kömürkaya, Şarkışla
Kömürkaya là một xã thuộc huyện Şarkışla, tỉnh Sivas, Thổ Nhĩ Kỳ. Dân số thời điểm năm 2011 là 277 người.